# Tomáš Janků
Tomáš Janků (ur. 27 grudnia 1974 w Jabloncu nad Nysą) – czeski lekkoatleta, skoczek wzwyż.
Do jego największych osiągnięć należy brązowy medal halowych mistrzostw Europy w 1998 oraz srebrny medal mistrzostw Europy w 2006. Zajmował również wysokie miejsca na halowych mistrzostwach świata (6. miejsca w 1999 i 2003).
Trzykrotnie reprezentował swój kraj na igrzyskach olimpijskich (Atlanta, Ateny, Pekin), na tych ostatnich wywalczył najlepszy rezultat, zajmując w finale 7. miejsce z zaliczoną wysokością 2,29 m.
Jego najlepszy wynik to 2,34 m.
Jego rodzice oraz starszy brat Jan Janků również uprawiali skok wzwyż. Podawany w jego oficjalnej biografii wynik 2,18 m, który uzyskał wraz z bratem w 1997 w synchronicznym skoku wzwyż – jest to najlepszy wynik w tej konkurencji. Żoną Tomáša Janků jest była czeska tyczkarka Kateřina Baďurová.